# Suéter (banda)
Suéter ―también escrito como Sueter― es una banda de rock argentino formada en agosto de 1981 y disuelta en diciembre de 2007. Suéter fue una de las bandas más emblemáticas del movimiento dentro del rock argentino de inicios de los años 1980 conocido como música divertida, el cual renovó el ambiente y fue crucial para que el rock argentino recuperara la energía y el estilo bailable característico con el que se expandiría por Latinoamérica.
Incomprendida por muchos, su música fusionó diferentes estilos como el pop rock, la new wave, el reggae, el rock and roll, el rock espacial, entre otros más. A diferencias de otras bandas contemporáneas a ellos, su fama y consagración fue de un leve ascenso y se caracterizaron por sus constantes cambios de formación y separaciones informales. Si bien varió de integrantes, los originales fueron: Miguel Zavaleta (teclado y voz), Gustavo Donés (bajo), Juan del Barrio (teclados) y Jorge Minissale (guitarra). En su primera etapa grabaron cuatro discos de estudio.
El estilo musical de Suéter tenía influencias de la corriente new wave como Devo, Duran Duran o A Flock of Seagulls, mezclando un sonido único con letras humorísticas y bailables, aunque también con baladas pop rock con letras más cercanas al amor y también de contenido crítico, político y social. En su obra conceptual Misión ciudadano I de 1987, las letras fueron concebidas para dar a entender como la hipotética primera misión espacial de la Argentina en la luna, lo que provocó la primera separación en 1989, en parte a la poca difusión que tuvo el material por estafas de la discográfica, sumado a la difícil situación económica argentina a fines de los '80, la cual llevó a que la industria discográfica se replegara y quedaran muchas carreras musicales truncadas de otros artistas.
La banda se reunió en 1994, con Zavaleta como único miembro original, con los que graba un año más tarde la placa Suéter 5, que contiene el hit «Extraño ser», en colaboración con Andrés Calamaro. Luego de ese éxito pasajero, se separaron nuevamente. La banda volvió por tercera vez a principio de 2002, con la formación de 1982: Zavaleta, Donés, Minissale y del Barrio. Con esta alineación duró hasta mediados de diciembre de 2007, cuando a los conflictos internos, se sumó la muerte de Gustavo Donés; lo que hizo que los demás integrantes se desintegre definitivamente y tomaran caminos por separado. La revista Rolling Stone y la cadena de televisión MTV Latinoamérica, posicionó la canción «Amanece en la ruta» en el puesto #95 de Las 100 mejores canciones de la historia del rock argentino. La versión hispanoamericana de la señal Vh1, posicionó a «Amanece en la ruta», uno de sus más grandes hits, en el puesto número #71 de Las 100 grandiosas canciones de los 80 en español según VH1 Latinoamérica. Además de «Amanece en la ruta», «Extraño ser» es considerada su canción más exitosa a nivel comercial y uno de los últimos éxitos del grupo en actividad. Sus canciones han sido versionadas por otros tales como Andrés Calamaro, Nicole y Man Ray. 
En 2023, a través de  sus redes sociales, anunciaron su regreso a los escenarios. A principios de 2024, la banda confirmó el lanzamiento de su sexto disco de estudio.
Comparten con Los Abuelos de la Nada, Soda Stereo, Patricio Rey y sus Redonditos de Ricota, Virus, Serú Girán y Sumo, entre otros, como una de las agrupaciones de rock argentino más convocantes de los años ochenta.

## Historia

### Antecedentes (1975 - 1981)

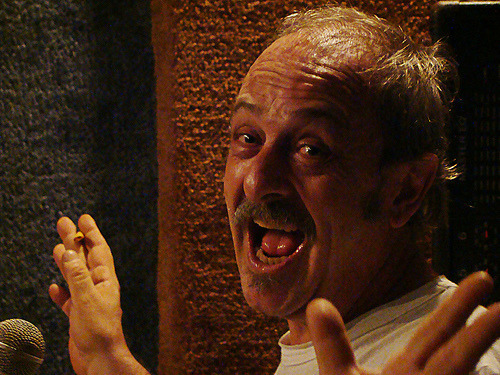
Miguel Zavaleta en 2007. Fundador e histórico líder de Suéter.

A mediados de la años setenta, Zavaleta lideró la banda Bubu; que se caracterizó por su propuesta musical y teatral, cuya tendencia se emparentaba con la música sinfónica o progresiva de la época con influencias como King Crimson, Emerson, Lake & Palmer o Genesis y que comenzaron a presentarse bajo el nombre de Sion ya sin Miguel, que se fue a Europa a principios de la años ochenta para escapar de la dictadura militar de Argentina. A su regreso, en 1981 formó Suéter.
Gustavo Andrés Donés, antes de Suéter, había formado parte de la banda de apoyo de Los Hermanos Makaroff, Pastoral y Merlín. Esta última, Donés la integraba al momento de formar el grupo de Zavaleta, luego de reemplazar a Edgardo Folino en el bajo. Juan del Barrio Integró destacadas bandas del rock argentino en los años 1970, como la cooperativa musical M.I.A. (cofundada por él y Lito Vitale), Sr. Zutano, Spinetta Jade, etc..  En 1981 fue convocado por Zavaleta para integrar la primera formación. En los años setenta, Jorge Minissale fue músico de apoyo de Litto Nebbia, Moris, Tren Plateado (banda que contaba en sus filas a Beto Satragni y Miguel Vilanova) y MAM (con Omar Mollo), además de tocar en numerosos teatros de la zona céntrica, durante cuatro años. Entre los grupos más destacados en los que tocó, se encuentra Trigémino.
A comienzos de los años 1980, Argentina atravesaba una feroz dictadura cívico-militar, autodenominada Proceso de Reorganización Nacional. Este golpe de Estado, que se instauró el 24 de marzo de 1976; hizo que les fuera difícil a la banda y a otras, poder llevar una carrera musical, debido a la censura, ejercida tanto del gobierno militar como de los medios de comunicación afines al gobierno autoritario. En 1981, tras volver de su auto-exilo en Ibiza, Miguel Zavaleta retorna a sus estudios de abogacía, aunque los abandonaria al poco tiempo, para formar su banda.

### Origen del nombre
El guitarrista Jorge Minissale explicó en una nota de un portal de radio, por qué el grupo se llamó Suéter:

Entrevistador: ¿El nombre del grupo a quien se le ocurrió?
Minissale: A Miguel [Zavaleta]. Estuvimos todo un día pensando qué nombre ponerle y no salía nada. Cuando nos vamos, nos dice, sentado atrás del [piano] Rhodes: «¿Y si le ponemos Suéter?», y nos gustó. - Jorge Minissale, entrevistado el 26 de diciembre de 2011.

En una entrevista de 2008, Zavaleta dio el porqué del nombre del grupo:

Queríamos un nombre que sonara muy canchero, muy inglés, pero que a la vez fuera algo argentino. Y Suéter es algo que todos los días usamos, es inglés y es muy argentino a la vez, entonces sonaba como inglés pero era argentino.- Miguel Zavaleta.

En 2020, Zavaleta explicó en una entrevista en el diario Clarín que otro nombre posible para la emergente agrupación hubiese sido La banda del fin del mundo, sin embargo, dado el contexto trágico en que se hallaba Argentina por esos años, Zavaleta descartó por completo ese nombre.

### Período 1981-1989
Antes de la formación inicial (Zavaleta-Donés-Minissale-del Barrio), el grupo era un combo, con miembros rotativos y/o esporádicos. Entre los músicos que pasaron por el naciente proyecto, fueron: Edgardo Folino (bajo), Frank Ojstersek (bajo) y Eduardo Rogatti (guitarra). Su primer álbum lo grabarían con esta formación: Miguel Zavaleta (teclado y voz líder), Juan del Barrio (teclados), Daniel Colombres (batería), Gustavo Donés (bajo), Jorge Minissale (guitarra) y como coristas a Fabiana Cantilo, Claudia Puyó y Celsa Mel Gowland.
Al poco tiempo de su surgimiento, el grupo es convocado para interpretar una partitura musical creada por Carlos Cutaia (ex Pescado Rabioso y La Máquina de Hacer Pájaros) que servía de fondo para la ópera rock sobre Romeo y Julieta, cuyo estreno fue en 1982 en el teatro Coliseo.

### 1982: Debut en Ferro e incidentes

Cartel de recital de Charly García en 1982. El incipiente grupo fue muy mal recibido, con insultos y objetos arrojados al escenario por parte de los seguidores de García.

Su álbum debut homónimo fue editado en el año 1982 (al que también se lo conoció como La reserva moral de Occidente, una humorada hacia los militares del Proceso), conformado por diez canciones emparentados con el pop rock, entre las cuales estaban «Como un barco lleno de lauchas», «Sin porteros», «Atrapado en el hielo» y «El pecarí». Lamentablemente, el disco pasó casi desapercibido, aunque empezaron a convocar algunos fanáticos. Su debut oficial fue el 25 de diciembre de 1982 cuando fueron invitados por Charly García a abrir junto a Los Abuelos de la Nada una presentación en el Estadio Ferrocarril Oeste, que era parte de la gira de promoción del álbum Yendo de la cama al living de García. Pese a los preparativos para la ocasión, no fueron bien recibidos: el público los rechazó arrojando objetos al escenario y cuando alguien del público gritó "que se vayan", Zavaleta respondió "si querés que me vaya andate vos, flaco"; hecho que precipitó el descontrol del show y la salida apresurada de la banda del escenario. La falta de prueba de sonido y del ensayo - a raíz de una lluvia -, puso tensa a la banda, y en particular a Zavaleta.  

Hay a veces en que los integrantes del grupo tienen una cohesión y cuando uno la rompe - como yo lo hice en Ferro -, se pudre todo. A mi no me da vergüenza decir que la culpa de lo que pasó no fue del grupo, sino mía.
Miguel Zavaleta sobre el incidente de Ferro (Marzo de 1983).

El segundo show más importante de la banda después de Ferro, fue el conocido festival de La Falda (Córdoba), en donde la experiencia se volvería a repetir: no hubo agresiones a los músicos, pero no fueron tomados en serio.

### 1983: Movimiento divertido
El 10 de julio de 1983 se llevó adelante en la provincia de Tucumán el festival Cerrock '83, pensado para reflejar las propuestas musicales de todo el país, llamando a artistas de diversas ciudades del territorio nacional. En el festival se presentan por Buenos Aires grupos como: Hangar, Orions, La Torre, Virus y Los Abuelos de la Nada. Mientras que por la ciudad de Rosario tocan: Juan Carlos Baglietto, Silvina Garré, Fito Páez y Jorge Fandermole. En ese espectáculo, efectuaron su presentación: Nito Mestre, Miguel Cantilo, Los Abuelos de la Nada, Fontova Trío, Claudia Puyó, Zas, Rubén Rada, Oveja Negra, Alejandro Lerner, Fantasía y los propios Suéter. El balance de esta nueva forma de difundir el rock fue positivo y aunque no asistió una gran cantidad de espectadores, al grupo como al resto de los artistas, les valió la experiencia para mostrar nuevamente que el rock argentino podía ser un espectáculo para todos, sin distinción de edades.
El 9 de julio de 1983, tocaron en el Estadio Obras Sanitarias, ya con Claudio "Pato" Loza en reemplazo de Daniel Colombres y sin Juan del Barrio, consiguiendo la consagración y el reconocimiento en Argentina.
Al año siguiente ingresó Fabián Quintiero como tecladista invitado. A Zavaleta le pareció ocurrente apodar a este último como Fabián «Von» Quintiero, hecho que marcó la carrera de dicho artista posteriormente.
La banda fue parte en primera instancia del movimiento denominado Música divertida, corriente que surgió a comienzos de los años 1980, caracterizado por su sonido bailable influenciado por el twist de los años '60, el rock teatral y el ska, y el uso de letras humorísticas e irreverentes, con críticas y burlas a la sociedad, la política y los militares, además de letras picarescas que hablaban de temas tabú en Argentina hasta ese momento como sexo, cirugías plásticas o transexualidad.
Además de Suéter, entre las principales exponentes de la música divertida estuvieron: Viuda e Hijas de Roque Enroll, Los Twist, Los Helicópteros, Virus, Las Bay Biscuits, Los Abuelos de la Nada y Soda Stereo.

### 1984: «Amanece en la ruta» y éxito masivo
A partir del suceso que causó su canción «Amanece en la ruta», su primer gran éxito, perteneciente a su segundo álbum titulado Lluvia de gallinas editado bajo el sello DBN en el año 1984, alcanzaron el reconocimiento tan deseado. «Amanece en la ruta » alcanzó un éxito notable, siendo muy difundido en las radios. Paradójicamente, el tema fue incluido en el álbum a expensas de los técnicos del estudio de grabación, ya que el grupo no estaba muy convencido de que pudiera ser exitoso. El álbum fue producido por la propia banda y Daniel Grinbank para DG discos. De esa misma placa, sobresale el sencillo «Mamá planchame la camisa». Esta canción sería la primera del grupo en tener su primer videoclip promocional. Otro tema de ese disco fue «Manifestación de escépticos» compuesto por Zavaleta y Minissale, el mismo estuvo dedicado al exarquero de Boca Juniors Hugo Orlando Gatti. 
Pese a la calidad del álbum Lluvia de Gallinas, de estilo progresivo/psicodélico, la banda no consideraba que este trabajo fuera en su momento su gran oportunidad de alcanzar el éxito masivo: 

«Nuestra gran oportunidad va a ser cuando vayamos por el cuarto o quinto long play y realmente seamos comprendidos como quisiéramos ser comprendidos. El primer disco no fue un éxito discográfico pero fue un éxito en varios sentidos. A partir de él pudimos hablar de igual a igual con cualquier músico.
A pesar de todos los problemas que tuvimos con el público, para mi fue un éxito como artista. Ahora los productores dicen que "Lluvia..." va a ser una pegada", pero a nosotros no nos interesan las ventas más allá de que nos brinden la posibilidad de seguir grabando. Lo único que nos interesa es hacer buena música. Si quisiéramos hacer plata compondríamos un chamamé rock o un twist o una balada para que lloren todos. Lo que nosotros queremos es hacer música alegre de calidad. Y acá, los hits no se construyen con calidad, aunque en el rock argentino hay compositores de hits que son excelentes músicos.
Nosotros podríamos hacer hits pero no lo hacemos porque somos mucho más ambiciosos. Queremos que el verdadero hit de Sueter sea su trayectoria no un tema.» - Entrevista a Miguel Zavaleta, realizada en junio de 1984 por la revista Pelo.

Durante 1984 y 1985, corría el rumor de una posible separación de la banda, debido a que sus integrantes tenían importantes proyectos paralelos, y por el desgaste físico y anímico de sus miembros. Zavaleta entre tanto, participaba en bandas con otros diversos artistas como Comida China, Los Proxenetas Prófugos y Ray Milland Band. Muchas de estas agrupaciones solo editarían un disco o dos y no tendrían mayor trascendencia.

### 1985: Consagración definitiva
Hacia 1985, los miembros de la banda vuelven a tener contacto con García y este produce el siguiente álbum de la banda, 20 caras bonitas en ese año, grabado y editado bajo el sello Interdisc.

La participación de Charly fue para mí muy positiva, justo en un momento en el que yo estaba padeciendo uno de los peores trances de mi vida. Él es un tipo lleno de energía y muy divertido.
Entrevista a Miguel Zavaleta, realizada en junio de 1986 por la revista Pelo

Esta placa contiene las canciones más exitosas del grupo como: «Vía México», canción bastante difundida que hablaba sobre la ilegalidad del divorcio, en momentos en que la Argentina se preparaba para establecer la ley que lo admitía. Aunque el nuevo trabajo no tuvo éxito en su momento, sobresalen canciones como el semi reggae «Él anda diciendo», «Comiendo gefilte fish» y la adaptación libre de «Jugo de tomate frío» (canción del grupo de blues Manal), de la cual hicieron su propia versión libre. Ya para ese entonces, el éxito era considerable para la banda. Como muchos otros grupos con las mismas propuestas musicales que tenía Suéter, son invitados a programas de televisión ómnibus como Cable a Tierra, Sábados de la bondad, Feliz domingo y Badía & Cía.; al mismo tiempo que tocaban en renombrados pubs underground como Cemento, Palladium, entre otros.

### 1986: Cambios de formación
En el año 1986, por diferencias con Charly García, Jorge Minissale abandona la banda, debido a que García no dejó que tres canciones de Minissale (solo con excepción de «Amor a la italiana»); quedaran en el disco. Minissale diría años más tarde: "Cuando Charly se puso a escuchar (el disco), me saltaron todas las alarmas. Me dijo: Tus temas son de otro disco; los eliminó, y se cayó todo mi castillo de naipes." Su último show con la banda, lo da el sábado 19 de julio de ese mismo año, en Paladium. Tras esto, Minissale deja la agrupación, para dedicarse a un nuevo proyecto llamado Radio Shakespeare, e ingresaron José Luis "Sartén" Asaresi en guitarra y Alejandro Desilvestre en teclados.
A mediados de ese mismo año la revista musical Canta Rock, en su edición 60°, le dedica la portada hecha con un dibujo a los integrantes de la banda, con un reportaje exclusivo y una miscelánea con acordes uno de sus temas para tocar con la guitarra.

### 1987: Misión ciudadano 1 y fracaso comercial
Los cambios continuaban y para su disco Misión ciudadano I editado en el año 1987, Claudio Venier sucede a Pato Loza en batería. Este disco es una opera rock, que la mente de Zavaleta le dio forma pensando en la hipotética primera misión espacial de la Argentina en la Luna. Otra particularidad de este trabajo del grupo, es que ya no solo se basaba en una obra conceptual enteramente musical, sino que inclusive estético. 
En Misión ciudadano I, los músicos emplearon una serie de vestimentas que emulaban a los trajes espaciales como si fuesen parecidos al de los astronautas de la NASA, y que utilizaron a partir de todas sus presentaciones para promocionar la placa discográfica. La temática que tenían los trajes hacían referencia a la estética muy similar del grupo estadounidense Devo. Dentro del arte de tapa interior del disco se ve a Asaresi, Zavaleta y a Donés en fila con la frase: «El Suéter del año 1987: tres astronautas pletóricos de argentinidad tratando de trasladar nuestro caos al cosmos», cuya interpretación consiste en los problemas socios políticos y económicos que atravesaba la Argentina a fines de la años ochenta durante el gobierno de Raúl Alfonsín. De este disco salió el sencillo «Ciudadano ilustre» y se destacan las canciones «Vladimir Soplanuk» y «Antes de que explote mi planeta».

### 1988: Impasse
Sin la repercusión esperada para su último álbum, la banda entra en una pausa a comienzos de 1988. Mientras entran en un receso indefinido, en ese mismo año, su compañía discográfica Interdisc lanza un compilatorio llamado Suéter Completo, que básicamente recopila los tres primeros álbumes del grupo. 

«Estaba cambiando el paradigma y aparte la grabadora ya me había condenado de entrada. Alguien me estaba usando para algo. Fue un disco que no tuvo difusión y eso fue una impotencia horrible. Lo que me pasó en el año 88 fue que me había quedado enganchado en un contrato asqueroso con unos cretinos y quedé condenado. Fue un momento de mi vida horrible, porque no me dejaron ni siquiera lanzarme como solista. Después de eso ―durante unos 4 o 5 años― me dediqué a dar vueltitas por ahí, a jugar tenis, a pasear, boludear... Recién me volví a enamorar de la música cuando volví con el disco Suéter 5». - Miguel Zavaleta.

En julio de 1988, durante un impasse de Suéter, Zavaleta realiza una gira latinoamericana, acompañado al cantautor Nito Mestre. Visitaron Santiago (Chile) y Machu Picchu (Perú), con gran éxito.

### 1989: Primera separación
En 1989, la banda se separa y Miguel emprende su carrera como solista sin demasiado éxito. Graba dos long plays, uno de ellos fue producido por Pedro Aznar. Sin embargo no fueron editados comercialmente y uno de esos discos, aun permanece inédito. Después de su fracaso en solitario, Zavaleta se retiró de la música por cuatro años, aunque entre 1988 y 1994, participaría en grabaciones de otros artistas emergentes como Fena Della Maggiora, Man Ray, Los Auténticos Decadentes, Los Pericos, Bersuit Vergarabat, entre otros.

### Período 1994-1995: breve regreso a los escenarios y nuevo disco
Retornaron en 1994 con Zavaleta como único miembro original, con la colaboración de Diego Chorno en guitarra y teclados, Silvio Furmansky en guitarra, Jorge Álvarez en batería y Raúl Chevalier en bajo (luego reemplazado por Laura Gómez Palma y Daniel Castro). Con esta nueva formación la banda edita en el año 1995 su quinto álbum de estudio titulado Suéter 5, que es producido por Andrés Calamaro. Zavaleta declaró que el disco estaba dedicado a todos los portadores de sida. En este material también participaron Hilda Lizarazu y Fabiana Cantilo, colaboradoras de la banda desde sus inicios. La placa contiene los sencillos «Señorita Inés», «Joe Gay» y la más destacable del álbum con la temática directa sobre el sida y la homosexualidad: «Desvanecidos», que narra la historia real de cuatro amigos de Zavaleta, que murieron enfermos por el virus VIH. La tapa del disco, estaba representada con los colores de la bandera LGBT.

Los colores del álbum «Sueter 5», están inspirados en la bandera LGBT. En si, el disco refleja el estigma que sufren las personas del colectivo LGBTTIQA y relacionarlas directamente con esa enfermedad de transmisión sexual.

De este disco sobresale el éxito «Extraño ser», que es grabado a dúo con Calamaro y es promocionado con un videoclip. Si bien esta canción fue un éxito, según Miguel la idea de incluir a Calamaro no le gustó.

Reportero:¿Cómo fue cantar «Extraño ser» con Calamaro?
Zavaleta: «Fue un error, porque yo odio llamar a mis amigos famosos para hacer cosas como esas. No quiero tener contactos a ese nivel, pero el productor de aquel momento me insistió para que lo llamara a Andrés, y yo como un tarado acepté la propuesta. Y aunque yo nunca quise que ese fuera tema de difusión ―no sólo porque no quería llamar a Andrés para hacer eso sino también porque ese tema ya lo había sido― lo mandaron igual como tema de difusión, y así tuvimos que hacerle un video clip, en el cual también aparece Andrés, al que le tuve que pedir que participe, haciéndole perder un día de su vida ―para filmarlo― muriéndose de calor... Estoy muy avergonzado de eso, él igual lo comprendió; pero es algo que nunca me perdoné, porque quedó como que yo le quería robar, chupar fama a Andrés y eso es algo que yo odio soberanamente».- Miguel Zavaleta, entrevistado el 16 de agosto de 2011.

Pese a este inconveniente y tras el éxito del disco, Zavaleta se retira nuevamente de la escena del rock hasta 2002. En el año 1997, su compañía discográfica PolyGram, (anteriormente llamada Interdisc); vuelve a editar otro álbum recopilatorio de la agrupación bajo el título de Elefantes en el techo.

### Período 2002-2007: retorno, muerte de Gustavo Donés y separación
A fines de los años noventa, los miembros originales ya habían hecho sus carreras con diversos proyectos. Minissale había formado en 1995, la banda Mamporro y a su vez era guitarrista de Los Twist. Juan del Barrio editó un disco titulado Piano (1996) y se dedicaba a la enseñanza musical, Gustavo Donés era músico de sesión y era el bajista de la banda que acompañaba a Horacio Fontova. Por otra parte, Miguel se había abocado al tango, e hizo presentaciones en teatros y en la televisión junto al maestro Mariano Mores, acompañado por Daniel Melingo, Pipo Cipolatti, Omar Mollo y Claudia Puyó.
En 2002, se reunió la formación original que había grabado el primer disco en 1982: Zavaleta, Donés, Minissale, Del Barrio; y con el baterista Jorge Álvarez. Hicieron su primer concierto en vivo en la señal de televisión Canal CM, interpretando todos sus hits. Luego de casi un año de realizar presentaciones por distintos pubs de Buenos Aires, el 2 de agosto de 2003, hacen su primer show en un teatro, la cita fue en el teatro Premier y la banda sonó como en sus mejores épocas, tocando todos sus hits que marcaron una época en los 80: «Vía México», «Amanece en la ruta», «Extraño ser» y «Como un barco lleno de lauchas», que contó con la presencia de Hilda Lizarazu como invitada. En agosto de 2003, muere en un accidente automovilístico a los 47 años, el baterista Jorge Álvarez y es reemplazado por Hernán "Fresa" Robic. Entre 2005 y 2006, realizaron una gira nacional presentándose en las ciudades más importantes de la Argentina.
La banda continuó en actividad y en enero de 2007, se presentan en la ciudad de Mendoza, mientras preparaban un nuevo material de estudio. 
El último recital de la banda, lo dieron en el teatro ND Ateneo el 8 de noviembre de 2007. Allí interpretaron sus clásicos y temas que serían parte de un sexto disco de estudio, que se titularía como "Hacete ver" y que pretendía salir en pocos días.
Sin embargo, un mes exactamente después este último concierto, el 8 de diciembre de ese año fallece el bajista Gustavo Donés y debido a conflictos internos, el grupo se separa definitivamente al poco tiempo dejando el nuevo disco inédito por algunos años. Debido a la separación final del grupo, «No lo sé, suerte quizás» (que pretendía ser el sexto material de Suéter), se convirtió en el primer álbum solista de Miguel Zavaleta, lanzado en el año 2011 a través de su propia página web.

### Regreso: 2023
En 2023, los dos miembros sobrevivientes de la agrupación: Miguel Zavaleta y Jorge Minissale retoman el proyecto con diversas publicaciones en sus redes sociales. En junio de ese mismo año, la banda dio su primer concierto después de dieseis años desde su última separación, en Cañada de Gómez, (Santa Fe). A fines de ese año, la banda publicó en su página de YouTube oficial, una nueva versión de su clásico tema «Extraño ser» junto con Julián Kartun, cantante de El Kuelgue como invitado. La nueva formación de Suéter se constituye con Miguel Zavaleta (teclados y voz), Jorge Minissale (guitarra y voz), Rafa León (bajo), Karina Brosio (piano) y Fernando Samalea (batería).
Para 2024, la banda publica en plataformas digitales un nuevo álbum con el nombre al que se denominaba la banda en sus primeros años, "La Reserva Moral de Occidente", que incluye reversiones de sus clásicos temas con artistas invitados como Hilda Lizarazu, Nahuel Pennisi, Marcelo Moura, Ruben Rada, Daniel Melingo, Javier Malosetti y Leo García. Además, continúan dando shows en distintos puntos del país.

## Estilo musical de la banda

#### Influencias
En la creciente ola que se había gestado en Europa a principios de los ochenta con el new wave, el post punk y el synth-pop, la banda siguió la temática y estética de bandas como A Flock of Seagulls, Duran Duran, Devo o Simple Minds. También tenían influencias por artistas de rock progresivo de los 70's, como Frank Zappa, Genesis, Steely Dan, Pink Floyd y todo lo que se llamó art rock, vanguardia, experimental, funk, etc. La agrupación se enfocaba en interpretar canciones de llenas humor y ritmos bailables, temáticas que rozando con el posmodernismo. En sus comienzos, se caracterizaron por un sonido mucho más experimental, al estilo de grupos como King Crimson, Emerson, Lake & Palmer, Psychic TV o Einstürzende Neubauten.

#### Años 1980
En su disco debut de 1982, sus letras abordaban temáticas muy pocos comunes, desde una canción de amor sobre un hermano que tiene síndrome de down en «Su única diferencia»; pasando a contar la historia de dos cerdos muy molestos y dadivosos en «El Pecarí», hasta describir todo tipo de maneras de seducir mujeres en «Métodos». Todas estas canciones tenían como sostén el humor. El disco no fue bien recibido por la crítica y el gran público y quienes los seguían, eran de un público completamente reducido y fanático.
Con la salida de su segundo trabajo discográfico en 1984, el éxito de los hits los sacó del underground. Ya en ascenso, la banda comenzaría a experimentar con sonidos cercanos al new wave, aunque sin perder su singular estilo intercalado con el humor. En el álbum se encontraban géneros impensados para la época, como el rap y el disco. Entre dichas canciones se encuentran, «Mamá planchame la camisa», «Ella quiere a muchos», «Vivo de noche», etc. Si bien la banda marcaba un estilo singular como Los Twist o Sumo, supieron tener su lado «serio» con canciones peculiares como «Amanece en la ruta», que hablaba de la muerte en primera persona tras un accidente en auto, que llevó por mucho tiempo la frase «una tragedia hecha hit» y «Nada es como fue», dedicada a las Madres de Plaza de Mayo.
Su tercer álbum de estudio, 20 caras bonitas (1985), fue su disco más maduro a nivel musical e interpretativo, que los consolidó como uno de los grupos más populares del momento, llegó a ser disco de oro. Canciones como «Vía México», «Él anda diciendo» y «Comiendo gefilte fish», fueron hits que -pese a no haber tenido reconocimiento en su lanzamiento inicial- supusieron clásicos del grupo. La primera tocaba un tema tabú por ese entonces en la Argentina: la ley del divorcio. La segunda marcó un cambio en el estilo del grupo al experimentar con el reggae y la tercera es una crítica a la sociedad cosmopolita y consumista bonaerense. Otro tema destacables es «Noche sin regreso», que habla según Zavaleta en una entrevista en la revista Canta Rock de 1986: "infancia rota, de la persona destruida en su infancia, que le sacan la fuerza y que después no puede amar u odiar". García no solo produjo el material, sino que también escribió y grabó con la banda, una adaptación libre del clásico de blues «Jugo de tomate frío» de Manal, que inclusive su autor, el baterista Javier Martínez, llegó a decir que era la mejor versión y más divertida de su canción. 
Tras el éxito pasajero, compondrían a continuación su disco menos vendido y el más experimental, Misión ciudadano I (1987), cuyas letras abordaban sobre la posible expedición de astronautas de origen argentino en la luna. Con el fracaso del disco y con estafas por parte de la grabadora, la banda se disolvió.

#### Años 1990
La escena del rock argentino a comienzos de los años 1990, cambió radicalmente, por lo que en el retorno de la agrupación, dejaron sus sonido new wave y adoptaron un estilo más basado en el protagonismo de la guitarra, el bajo y la batería. A comienzos de esa década, la Argentina atravesaba varios periodos de inestabilidad política, económica y social, durante el gobierno peronista de Carlos Saúl Menem, cuyo gobierno se caracterizó por sus políticas neoliberales. Esto no fue ajeno al arte, y en particular la música: empezaron proliferar bandas de heavy metal como Hermética, Nepal, o grupos de rock fusión como Los Auténticos Decadentes o Bersuit vergarabat, que criticaban al capitalismo y la desigualdad social. Con estas corrientes y otras, muchas de las bandas que triunfaron en la década anterior en el circuito mainstream, no encajaban con estas nuevos sonidos y estética; salvando excepciones como Soda Stereo. En paralelo, apareció una nueva tendencia musical llamada «Nuevo Rock Argentino» o también conocida como «Movida sónica»; cuyos exponentes fueron Babasónicos, Los Visitantes, Juana La Loca, Los Brujos, Peligrosos Gorriones o El Otro Yo. Para fines de 1993, Zavaleta decide volver a retomar su carrera y refunda Suéter, siendo el único miembro original de 1981. Su sonido pasó a ser simplemente pop rock y con tendencias más tradicionales. En septiembre de 1995, lanzarían su último material Suéter 5; que tocaba la problemática del virus del VIH/sida y estuvo dedicado a todos los portadores de dicho virus. El material fue producido por Andrés Calamaro y Camilo Iezzi (exintegrante de Los Twist). Además de visibilizar la discriminación y estigmatización de personas que padecian de esta enfermedad, la banda retoma su singular manera de hacer canciones con toques de humor con canciones como «Bolero», «Guruses» o «El book». 
La canción «Desvanecidos» contaba la historia de cuatro amigos de la vida real de Zavaleta, que padecían de dicho virus, le pedían que le dedicara esta composición. Con este álbum, el éxito vuelve. El tema, «Extraño ser» es su canción más famosa y su último éxito comercial. Ya había sido grabada por el dúo Man Ray en 1988, pero con una letra improvisada por su cantante Hilda Lizarazu, expareja de Zavaleta. Tras esto, a fines de los años 1990, Zavaleta se retira nuevamente de la música.

### Sobre su trayectoria
La banda ha tenido muchos contratiempos en su larga carrera. Sobre ello, su cantante y líder, Miguel Zavaleta fue citado por la revista Pelo en 1985 y describió a su banda de la siguiente manera: 

«Una banda con un corazón impresionante. Es como esos equipos de fútbol que van perdiendo tres a cero y ganan sobre la hora. Para lograr eso, uno tiene que querer lo que esta haciendo».
Miguel Zavaleta en 1985

## Miembros

### Integrantes originales
- Miguel Zavaleta: Voz y teclados
- Jorge Minissale: Guitarra y coros
- Gustavo Donés: Bajo
- Juan del Barrio: Teclados

## Otros miembros

### Guitarristas
- Eduardo Rogatti entró por un breve tiempo. En 1981 fue reemplazado por Jorge Minissale. Falleció de cáncer en 2003.[51][52][53][54]
- José Luis "Sartén" Asaresi participó solamente en Misión ciudadano I en 1987, hasta la primera disolución de la banda en 1989. Falleció de cáncer en el año 2011 en Ginebra (Suiza).[55]
- Diego Chorno participó en Suéter 5 (1995).
- Silvio Furmansky estuvo en el grupo entre 1993 a 1995 y participó en Suéter 5 (1995).
- Fabián Passaro: participó en Suéter 5
- Rano Sarbach: participó en Suéter 5
- Pablo Robotti, participó durante la década de 1990. No grabó ningún LP.

### Bajistas
- Edgardo Folino (4 de enero de 1951 - 9 de julio de 2007) entró al grupo para luego alejarse. Fue reemplazado por Gustavo Donés en 1981. Falleció en 2007 a los 54 años de edad.
- Frank Ojstersek solo participó como bajista invitado en el álbum debut.
- Raúl Chevalier solo participó en Suéter 5 (1995)
- Laura Gómez Palma solo participó en Suéter 5 (1995).

### Coros
- Fabiana Cantilo participó en Suéter (1982) y en Suéter 5 (1995), realizando coros.
- Celsa Mel Gowland participó solamente en el álbum debut, realizando coros.
- Hilda Lizarazu: participó realizando coros en 20 caras bonitas.
- Geisha: participó en Misión ciudadano I y Sueter 5.
- Mario Altamirano: participó en Misión ciudadano I y Sueter 5.
- Sandra Mendoza: corista ocacional

### Tecladistas
- Fabián Quintiero participó como músico invitado, hasta su ingreso en Soda Stereo en 1985.
- Alejandro Desilvestre solo participó en 20 caras bonitas y permaneció en la banda hasta 1987. En la actualidad, realiza una carrera como solista.
- Daniel Winograd: participó en Misión ciudadano I y Sueter 5.
- Karina Brosio: participó en shows de Misión Ciudadano 1 y en la formación actual desde 2023.

### Bateristas
- Daniel Colombres ingresó a la banda en 1981 y grabó el álbum debut de la banda y se retira en 1983.[56]
- José Luis Meniño, Participó como músico invitado, para tocar en vivo el 9 de julio de 1983.
- Lucio Mazaira reemplazó a Colombres sin editar ningún material
- Claudio Pato Loza, se hizo conocido cuando entró a formar parte de Suéter en el año 1984, en reemplazo del baterista original Daniel Colombres. Luego a principios de 1987 ingresó en Los Abuelos de la Nada, tras la partida del baterista original Polo Corbella y realizó con la banda una gira por toda Hispanoamérica hasta la separación definitiva en 1988, tras la muerte del cantante Miguel Abuelo Loza se unió al proyecto del tecladista Juan del Barrio (también ex-Suéter), integrando la banda denominada Los del Barrio, con el cual realiza una serie de conciertos por toda Argentina. Luego fue convocado por Raúl Porchetto para actuar en Badia y compañía ese mismo año.
- Claudio Venier participó solamente en Misión ciudadano I y se retiró de la banda en 1989.
- Jorge Álvarez participó solamente en Suéter 5. Álvarez murió en un accidente automovilístico en 2003.[43]
- Daniel Ávila: participó en Misión ciudadano I y Sueter 5.
- Cristian Judurcha: participó en Misión ciudadano I y Sueter 5.
- Beno Guelbert: participó en Sueter 5.

### Otros
- Víctor Cejas: Congas. Participó en Sueter 5.
- Erwin Stutz: Trompeta, arreglos sección bronces. Participó en Sueter 5.

## Discografía

### Álbumes de estudio
- 1982: Suéter (también conocido como La reserva moral de Occidente)[57]
- 1984: Lluvia de gallinas[58]
- 1985: 20 caras bonitas[59]
- 1987: Misión ciudadano I[60]
- 1995: Sueter 5[61]
- 2024: La Reserva Moral de Occidente[62]

### Álbumes recopilatorios
- 1988: Suéter Completo
- 1997: Elefantes en el techo

### Videografía
- Mamá planchame la camisa de Lluvia de gallinas (1984)
- Extraño ser de Sueter 5 (1995)